# NGC 4877
NGC 4877 é uma galáxia espiral (Sab) localizada na direcção da constelação de Virgo. Possui uma declinação de -15° 16' 58" e uma ascensão recta de 13 horas, 00 minutos e 26,4 segundos.
A galáxia NGC 4877 foi descoberta em 8 de Fevereiro de 1785 por William Herschel.